# Karbeny (rodniki)

Bis(2,4,6-tribromofenylo)karben: karben trypletowy o dużej trwałości

Karbeny – organiczne związki chemiczne, pochodne karbenu (metylenu, CH
2), o wzorze ogólnym :CR1
R2
, zawierające atom węgla związany z dwiema grupami jednowartościowymi lub jedną grupą dwuwartościową. Są cząsteczkami obojętnymi elektrycznie i zawierają atom węgla z sześcioma elektronami walencyjnymi. Zwykle są nietrwałe i nie można wyodrębnić ich ze środowiska reakcji. Ich istnienie i budowę potwierdzono w 1959 roku metodami spektroskopowymi.

## Struktura
Karbeny mogą występować w dwóch stanach elektronowych: singletowym i trypletowym. Stan singletowy ma hybrydyzację sp2 z nieobsadzonym orbitalem p niezawierającym się w płaszczyźnie wyznaczonej przez podstawniki R1
, R2
 i niewiążącą parę elektronową. Karben w stanie trypletowym jest dwurodnikiem, w którym dwa niewiążące elektrony są niesparowane. 
Pierwsze prace nad geometrią karbenu trypletowego, przeprowadzone przez Gerharda Herzberga, sugerowały strukturę liniową lub zbliżoną do liniowej. Późniejsze badania eksperymentalne i teoretyczne wskazały jednak na budowę kątową, z kątem H−C−H rzędu 135°. Pomimo tego jego struktura opisywana jest nie tylko jako kątowa, z hybrydyzacją sp2, ale także liniowa, z hybrydyzacją sp. 

Struktura karbenów. Od lewej: karben singletowy o hybrydyzacji sp^{2}, karben trypletowy o hybrydyzacji sp^{2}, karben trypletowy o hybrydyzacji sp

## Metylen

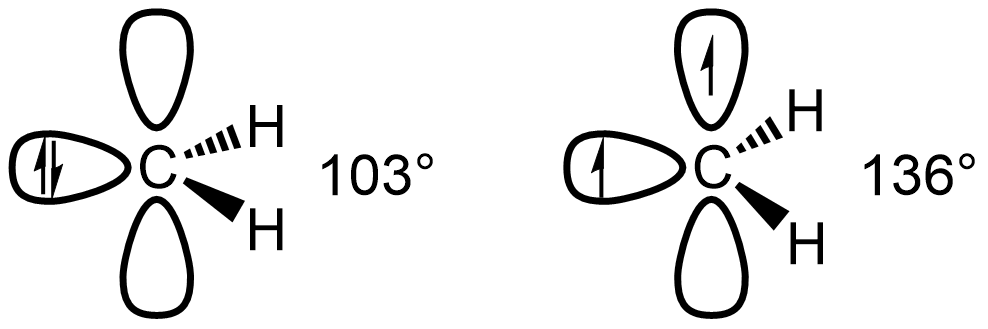
Niepodstawiony karben (metylen) w stanie singletowym i trypletowym

Niepodstawiony karben, czyli metylen, CH
2, powstaje w wyniku naświetlania promieniowaniem UV np. diazometanu (CH
2N
2) lub ketenu (CH
2=C=O). Pierwotnym produktem reakcji jest metylen singletowy (:CH
2) ze sparowanymi wolnymi elektronami, który szybko przechodzi w stabilniejszy metylen trypletowy (•
CH
2•
), w którym wolne elektrony nie są sparowane. Wyższa stabilność formy trypletowej nie jest regułą, np. dichlorokarben (:CCl
2) występuje wyłącznie w stanie singletowym.

## Stabilne karbeny
Pierwszy stabilny karben, [bis(diizopropyloamino)fosfino]trimetylosililokarben {[(CH
3)
2CH]
2N}
2−C−Si(CH
3)
3, został wyizolowany w 1989 roku. Jest to karben singletowy. Od tego czasu uzyskano wiele stabilnych związków tego typu. W zależności od charakteru podstawników dzielą się one na trzy grupy:
- D−C−W, z dwoma heteroatomami, jednym tworzącym podstawnik D, donujący elektrony π, a drugim tworzącym podstawnik W, wyciągający elektrony π
- D−C−C, z dwoma heteroatomami tworzącymi podstawniki D, np. R
2N−C−NR
2
- D−C−W, z jednym heteroatomem tworzącym podstawnik D i grupą węglową W, np. R
2P−C−CF
3